# Banisia insignifica
Banisia insignifica är en fjärilsart som beskrevs av Rothschild 1915. Banisia insignifica ingår i släktet Banisia och familjen Thyrididae. Inga underarter finns listade i Catalogue of Life.